# Estadio El Campín
Estadio Nemesio Camacho, mer känd under namnet Estadio El Campín, är en fotbollsarena i Bogotá i Colombia, med en totalkapacitet på 36 343 åskådare. Arenan invigdes den 10 augusti 1938. Colombias fotbollslandslag använder ofta arenan under sina landskamper. Millonarios Fútbol Club och Independiente Santa Fe använder arenan för sina matcher i fotboll.

## Konserter
- 1973: James Brown
- 1988: Quiet Riot
- 1992: Guns N’ Roses
- 1994: Pet Shop Boys
- 1995: Bon Jovi, UB40
- 1996: Elton John, Sheryl Crow
- 1997: Def Leppard, Fito Páez, Charly García, Mercedes Sosa, Celia Cruz
- 2003: Alanis Morissette
- 2004: The Offspring, Sean Paul, Don Omar
- 2005: The Black Eyed Peas, RBD
- 2012: Paul McCartney
- 2012: Lady Gaga
- 2013: Justin Bieber
- 2014: One Direction
- 2015: Foo Fighters
- 2015: KISS
- 2016: The Rolling Stones